# Бархот (судно)
Бархот, бархат или бархоут — историческая разновидность речных несамоходных барж, малых белян и сплавных барок, которые были характерны для российских рек: Волги, Камы и Лузы.
Длина этого типа транспортных судов составляла от 17 до 42 метров, ширина от 4 до 10 метров, высота борта около 2,4 метра, осадка около 1,5 метра, грузоподъёмность до 560 тонн.